# Antonio Barbero Carnicero
Antonio Barbero Carnicero (València, 1903 - Alacant, 26 d'abril de 1990) metge i cirurgià especialitzat en cor i pulmó que fou director de l'Antituberculós i Cardiològic d'Alacant fins a la seua jubilació en 1974 i cofundador de la Clínica privada «Sanatori Perpetuo Socorro» d'Alacant.

## Biografia
Nascut al any 1903 en una família de classe mitjana va estudiar Medicina a la Universitat de València i va exercir els seus estudis en Alacant on es va casar amb Maria Ferrándiz Senante, germaneta de l'esposa del 5è Marquès de Río-Florido; en els seus començaments va treballar per a la Beneficència provincial al Dispensari Antituberculós dependent del Hospital provincial d'Alacant als anys vint, situat en la plaça d'Espanya.
A principi dels trenta va obrir el nou Dispensari provincial al barri alacantí de Benalua. Fou suspès i investigat durant la implantació de la Segona República Espanyola i després fou confirmat en el seu lloc com a director de l'Antituberculós pel govern de Manuel Azaña Díaz; en 1938 amb el govern del Front Popular (Espanya), durant la Guerra Civil Espanyola, va haver de fugir d'Alacant. Amb el Franquisme va tornar com a director del llavors Dispensari provincial Antituberculós en la plaça de Benalua. En febrer de l'any 1942 va conèixer de primera mà la situació de Miguel Hernández Gilabert, pres en el Reformatori d'Adults alacantí i malalt, car el pintor Miguel Abad Miró, amic del poeta arriscant la seua llibertat, va contactar amb ell i Barbero va accedir a visitar-li. Amb el permís del cap de la Infermeria del Reformatori, dr Josep Mª Pérez Miralles Barbero després del reconeixement va traslladar al poeta al seu Dispensari per a intervenir-li i va recomanar el seu trasllat al «Dr Moliner-Porta Coeli» província de València. Setmanes després el poeta va empitjorar, i com el seu estat era greu, per la qual cosa no podia traslladar-ho al Dispensari, i necessitava unes radiografies de tòrax. De nou Abad Miró, esta vegada per indicació de Barbero, va contactar amb el radiòleg Alfonso de Miguel, qui tenia l'únic aparell portàtil de Ragis X d'Alacant i que si va accedir a practicar-li les radiografies al Reformatori. De nou Abad, per indicació de Barbero, va contactar amb el radiòleg Alfonso de Miguel, que tenia l'únic aparell portàtil de Rajos X d'Alacant i que si va accedir a practicar-li les radiografies amb la seua opinió, esquivant així la direcció del Provincial. Barbero va intervenir-li de nou i va a proposar formalment al Govern civil el seu trasllat al a l'Hospital Antituberculós especialitzat «Dr Moliner-Porta Coeli» en Bétera (València), però l'autorització va arribar tard, el poeta lamentablement no estava ja en condicions de viatjar i va morir poc després; Barbero va rebutjar rebre emoluments de la família del poeta.
En 1942, per fin va poder inaugurar la «Casa de Reposo y Sanatorio Perpetuo Socorro» en societat amb els metges Sánchez San Julián, José Clavero... L'edifici dissenyat per Miguel López González amb la col·laboració del pintor i -llavors encara- projectista M. Abad Miró qui a més va donar una pintura en taula que presideix la capella, "La Verge del Perpetu Socors".
El 12 d'abril de 1945, com a Metge del Cos de Sanitat Nacional, es destinat a "Metge adscrit als Serveis del Patronat Nacional Antituberculós".
Membre de la 'Societat de Medicina i Cirurgia de Llevant' va dictar conferències i a més va formar part del grup de gent que va sol·licitar un reconeixement per al poeta universal a dècada del 1950 amb Gastó Castelló i Bravo, Vicente Mojica, Gabriel Celaya i uns altres.
També Barbero va formar part del grup diocesà que va impulsar un Cottolengo alacantí en 1963 grup compost entre uns altres per Pedro Herrero Rubio, Ismael Payà Rico o Julio Ruiz Olmos, i el mateix any va participar en el III Congrés Nacional de Cardiologia; en 1965 al IV Congrés Nacional de Medicina i Seguretat al Treball i va acudir al IX Congrés de malalties del tòrax a Copenhaguen juntament amb altres metges espanyols. A la fi de la dècada del 1950 va impulsar la creació de l'anomenat Sanatori Cardiològic Nacional d'Alacant. en Sant Vicent del Raspeig que va substituir l'antic Antituberculós provincial, però va oferir més tipus de cures.
En 1975 li van atorgar la Medalla al Mèrit en el Treball de plata i, ja en democràcia, la Creu de cavaller de l'Orde Civil de Sanitat. Va morir el 26 d'abril de 1990.